# Luoyanggia
Luoyanggia – rodzaj teropoda z rodziny owiraptorów (Oviraptoridae) żyjącego w późnej kredzie na obecnych terenach Azji. Został opisany w 2009 roku przez Lü Junchanga i współpracowników w oparciu o skamieniałości odnalezione w datowanych na cenoman osadach Basenu Ruyang na terenie chińskiej prowincji Henan. Holotyp obejmuje niekompletną żuchwę, fragmenty obręczy miednicznej, prawą kość biodrową, kulszową, niemal kompletną kość łonową oraz kości prawego śródstopia. Kość zębowa Luoyanggia była stosunkowo krótka i nie występowały w niej zęby. Spojenie kości szczęk kształtem przypominało literę V. Autorzy zaklasyfikowali Luoyanggia do rodziny Oviraptoridae i sugerowali jej bliskie pokrewieństwo z kaudipteryksem, stwierdzili jednak, że dokładniejsze ustalenie jej pozycji systematycznej zależy od odkrycia większej liczby skamieniałości. Oprócz szczątków Luoyanggia w cenomańskich osadach odkryto szczątki licznych dinozaurów – tamtejsza fauna była zdominowana przez duże zauropody, takie jak huanghetytan, Ruyangosaurus i Xianshanosaurus, obok których żyły mniejsze dinozaury roślinożerne, jak ankylozaur Zhongyuansaurus, oraz różnorodne teropody – ornitomimy, spinozaury, karcharodontozaury i przedstawiciele taksonów mogących należeć do dromeozaurów.
Nazwa rodzajowa Luoyanggia odnosi się do Luoyang, zaś gatunkowa gatunku typowego, liudianensis, do Liudian – osad znajdujących się w prowincji Henan, gdzie odkryto szczątki holotypu Luoyanggia liudianensis.